# جزيرة أفوغناك
جزيرة أفوغناك (بالإنجليزية: Afognak Island)‏ هي جزيرة في أرخبيل كودياك، تبعد 5 كم شمال جزيرة كودياك في ألاسكا في الولايات المتحدة الأمريكية.
طولها 69 كم وعرضها 37 كم ومساحتها 1812 كم، وهي في المرتبة 18 ضمن أكبر جزر الولايات المتحدة الأمريكية.
يتميز الساحل بكثرة الخلجان. وتبلغ أعلى نقطة في الجزيرة 776 متر.